# 2024 no Brasil
Esta é uma cronologia dos principais fatos ocorridos no ano de 2024 no Brasil, o 202º da Independência e 136º da República.

## Incumbentes
- Presidente do Brasil
  - Luiz Inácio Lula da Silva (2023 – atualmente)
- Presidente da Câmara dos Deputados
  - Arthur Lira (2021 – 2025)
- Presidente do Senado Federal
  - Rodrigo Pacheco (2021 – 2025)
- Presidente do Supremo Tribunal Federal
  - Luís Roberto Barroso (2023 – atualmente)

## Eventos

### Janeiro
- 1 de janeiro – Vidas Secas e demais obras de Graciliano Ramos, além de outros autores do Brasil e Europa que faleceram em 1953, entrarão em domínio público[1]
- 2 de janeiro – Um helicóptero cai no Lago de Furnas, em Capitólio, Minas Gerais, deixando uma pessoa morta e três feridas.[2]
- 7 de janeiro – Uma batida entre um caminhão e um ônibus de turismo deixou 25 pessoas mortas e 5 feridas na BR-324, em trecho da cidade de São José do Jacuípe, Bahia. Das 25 vítimas fatais, 22 estavam no ônibus e três no caminhão.[3]
- 8 de janeiro – Atos e eventos marcam o 1 ano dos ataques golpistas à Brasília.[4]
- 12 de janeiro – Após 12 dias de busca, operação conjunta das polícias Militar e Civil encontra helicóptero desaparecido em Paraibuna, São Paulo. Os quatro ocupantes da aeronave morreram.[5]
- 12 e 13 de janeiro – Fortes chuvas causam inundações e transtornos no Rio de Janeiro e em municípios das regiões Metropolitana e Serrana. Ao todo, 13 pessoas morreram e duas ficaram desaparecidas na capital e Baixada Fluminense.[6][7]
- 17 de janeiro – Um forte temporal atinge Porto Alegre e 48 municípios do Rio Grande do Sul, causando inundações e transtornos causados pelos ventos acima de 100 km/h em várias áreas. Uma pessoa morreu.[8]
- 20 de janeiro – Na Amazônia, entre o Acre e o Amazonas, é registrado um tremor de terra de magnitude 6,6, o de maior intensidade já registrado na história do Brasil. O terremoto não deixou vítimas, nem causou danos materiais.[9]
- 21 de janeiro – Uma embarcação naufraga na Baía de Todos-os-Santos, na altura de Madre de Deus, Bahia, deixando 8 mortos.[10]

### Fevereiro
- 1 de fevereiro – Incêndio no Edifício Joelma, em São Paulo, completa 50 anos.[11]
- 5 de fevereiro – Prefeitura do Rio de Janeiro decreta estado de emergência na saúde pública por conta da epidemia de dengue.[12]
- 7 de fevereiro – Mocidade Unida da Glória conquista o título do Carnaval de Vitória pela nona vez, sendo um bicampeonato consecutivo, com o enredo "Massena: Um Olhar em Aquarela".[13]
- 13 de fevereiro – Mocidade Alegre conquista o título do Carnaval de São Paulo pela décima segunda vez, sendo um bicampeonato consecutivo, com o enredo "Brasiléia Desvairada: a busca de Mário de Andrade por um país".[14]
- 14 de fevereiro
  - Dois presos fogem da Penitenciária Federal de Mossoró, no Rio Grande do Norte.[15]
  - Unidos do Viradouro conquista o título do Carnaval do Rio de Janeiro pela terceira vez, com o enredo "Arroboboi, Dangbé".[16]
- 19 de fevereiro – Tempestade tropical Akará se forma.[17]
- 20 de fevereiro – Um helicóptero cai em Barueri, São Paulo. Os sete ocupantes da aeronave foram resgatados com vida.[18]
- 21 de fevereiro
  - Governo do Rio de Janeiro decreta epidemia de dengue no estado.[19]
  - Ônibus da delegação do Fortaleza Esporte Clube sofre um atentado por parte de torcedores do Sport Club do Recife, que jogaram pedras, rojões e bombas caseiras contra o veículo, deixando vários jogadores do time cearense feridos após uma partida da Copa do Nordeste realizada na Arena Pernambuco.[20]
  - Fortes chuvas causam inundações e deslizamentos de terra em municípios do Rio de Janeiro. Ao todo, nove pessoas morreram.[21]
- 22 de fevereiro – Flávio Dino toma posse como ministro do Supremo Tribunal Federal.[22]
- 24 de fevereiro – O jogador Daniel Alves é condenado na Espanha a 4 anos e meio de prisão por agressão sexual.[23]
- 29 de fevereiro – É encerrado as operações de transferências bancárias TED e DOC no Brasil.[24]

### Março
- 4 de março – Inauguração da Ponte Rio-Niterói completa 50 anos.[25]
- 6 de março – Um avião monomotor pertencente a Polícia Federal cai no Aeroporto da Pampulha, em Belo Horizonte. Duas pessoas morreram e uma ficou ferida.[26]
- 12 de março – Homem sequestra ônibus na Rodoviária Novo Rio, região central do Rio de Janeiro, fazendo 17 pessoas reféns durante três horas. Duas pessoas foram baleadas, uma delas em estado grave.[27][28]
- 15 de março – Queda de energia causa transtornos nas operações do Aeroporto de Congonhas, em São Paulo.[29]
- 20 de março – Por 9 votos a 2, STJ determina que o ex-jogador Robinho, condenado por estupro coletivo na Itália, cumpra a pena de 9 anos de prisão no Brasil.[30]
- 21 de março
  - Ex-jogador Robinho é preso em Santos, São Paulo.[31]
  - Tempestade classificada como derecho atinge o Rio Grande do Sul com ventos de até 157,1 km/h. Cinco ficaram feridos.[32][33]
- 22 de março
  - Fortes chuvas causam inundações e deslizamentos de terra no Rio de Janeiro. Nove pessoas morreram em Petrópolis, Teresópolis, Duque de Caxias e Arraial do Cabo.[34]
  - Laje de supermercado desaba em Pontal do Paraná, deixando 3 pessoas mortas e 12 feridas.[35]
- 22 a 24 de março – É realizada a décima primeira edição do Lollapalooza Brasil.[36]
- 24 de março
  - Polícia Federal prende no Rio de Janeiro o deputado federal Chiquinho Brazão, o conselheiro do tribunal de contas do estado Domingos Brazão e o ex-chefe de Polícia Civil do estado Rivaldo Barbosa, por suspeita de serem mandantes do assassinato de Marielle Franco.[37]
  - Inundações e deslizamentos causados por temporais no Espírito Santo matam 20 pessoas, em Mimoso do Sul e Apiacá.[38]
- 25 de março – Ex-jogador Daniel Alves deixa a prisão após a Justiça da Espanha conceder liberdade provisória sob pagamento de fiança.[39]
- 28 de março – Incêndio atinge prédio em construção no Recife.[40]

### Abril
- 3 de abril – Vazamento de poluente químico no sistema Imunana-Laranjal causa interrupção de três dias no fornecimento de água na Ilha de Paquetá e municípios da Região Metropolitana do Rio de Janeiro.[41][42]
- 4 de abril – Após 50 dias de busca, Polícia Federal prende em Marabá, no Pará, os dois fugitivos da Penitenciária Federal de Mossoró.[43]
- 6 de abril – Morre aos 91 anos o cartunista Ziraldo, criador do Menino Maluquinho e A Turma do Pererê.[44][45]
- 16 de abril – No Rio de Janeiro, Erika Souza Vieira Nunes é presa por vilipêndio de cadáver e tentativa de furto mediante fraude após conduzir o corpo sem vida de seu tio, Paulo Roberto Braga, para tentar sacar um empréstimo numa agência de banco.[46]
- 20 de abril – É comemorado o centenário do Clube Atlético Juventus.[47]
- 26 de abril – Incêndio em pousada mata dez pessoas em Porto Alegre.[48]
- 29 de abril a 3 de maio – Fortes temporais no Rio Grande do Sul deixam 173 mortos, 112 desaparecidos, 806 feridos, 538 mil desabrigados e deixando mais de 2.124.553 gaúchos afetados. As áreas mais atingidas são as regiões Central, dos Vales, Serra e Metropolitana de Porto Alegre.[49]

### Maio
- 1 de maio – Morte de Ayrton Senna completa 30 anos.[50]
- 2 de maio – Barragem 14 de Julho, no Rio Grande do Sul, se rompe após fortes chuvas.[51]
- 3 de maio
  - Devido às fortes chuvas, Rio Guaíba sobe ao maior nível em 83 anos e inunda Porto Alegre.[52]
  - Os fortes temporais que atingiram o Rio Grande do Sul chegam aos estados de Santa Catarina e Paraná, registrando 3 mortes e 150 desabrigados.[53]
  - O aeroporto internacional Salgado Filho e a estação rodoviária de Porto Alegre são fechados devido aos alagamentos decorrentes das fortes chuvas.[54]
- 4 de maio – Show gratuito da cantora norte-americana Madonna na Praia de Copacabana, Rio de Janeiro, atrai mais de 1,6 milhão de pessoas.[55]
- 6 de maio – Onda de calor atinge o Paraná e as regiões Sudeste e Centro-Oeste do Brasil.[56][57]
- 7 de maio – Por consequência dos alagamentos decorrentes das fortes chuvas no Rio Grande do Sul, CBF suspende partidas das competições nacionais que envolvam clubes gaúchos.[58]
- 14 de maio – Jean Paul Prates é demitido da presidência da Petrobras.[59]
- 17 de maio – Brasil é escolhido como sede da Copa do Mundo de Futebol Feminino de 2027 pela FIFA em Banguecoque, Tailândia.[60]
- 17 de maio a 20 de maio – Fortes chuvas atingem Santa Catarina e deixam 888 desabrigados e 1 pessoa desaparecida.[61][62]
- 24 de maio – Magda Chambriard assume a presidência da Petrobras.[63]

### Junho
- 3 de junho – Cármen Lúcia toma posse como 56º presidente do Tribunal Superior Eleitoral do Brasil.[64]
- 4 de junho – Queda de um avião de pequeno porte em Santa Catarina deixa duas pessoas mortas.[65]
- 7 de junho – Queda de um avião mata piloto e um passageiro em Mato Grosso.[66]
- 12 de junho – Operação da Polícia Federal investiga desvio de recursos dos fundos partidário e eleitoral do Partido Republicano da Ordem Social, legenda incorporada ao Solidariedade em 2023. Integrantes do antigo partido foram presos. Eurípedes Júnior, então presidente nacional do Solidariedade, se entregou à PF três dias depois.[67][68]
- 14 de junho – Incêndio atinge o Parque Nacional do Itatiaia.[69]
- 17 de junho – Uma lancha com turistas explode em Cabo Frio, Rio de Janeiro, matando duas pessoas e deixando oito feridas.[70][71]
- 20 de junho – Oito pessoas foram mortas a tiros em uma chacina em Viçosa do Ceará.[72][73]
- 23 de junho – Incêndios atingem o Pantanal. Região de Corumbá, Mato Grosso do Sul, é a mais afetada.[74]

### Julho
- 1 de julho – Boi Caprichoso conquista o título do 57° Festival Folclórico de Parintins.[75]
- 5 de julho – 10 pessoas morreram em um grave acidente envolvendo um ônibus no km 171 da Rodovia Francisco da Silva Pontes (SP-127), em Itapetininga, interior de São Paulo.[76]
- 9 de julho – Um incêndio atingiu uma estrutura que abrigava a exposição Casa Warner, no Shopping Nova América, na zona norte do Rio de Janeiro. Alguns itens originais que estavam na exposição e que foram usados em produções de franquias da Warner Bros. Discovery como Superman, Harry Potter e The Conjuring foram perdidos. Não houve feridos.[77][78]
- 13 de julho – Um meteoro luminoso é visto em cinco estados da Região Nordeste.[79]
- 19 de julho – Operações de empresas aéreas, bancos, hospitais e meios de comunicação são afetadas pelo incidente da CrowdStrike.[80]

### Agosto
- 2 de agosto – Morre aos 102 anos o gerente Walter Orthmann, reconhecido no Guinness Book como o empregado que mais tempo trabalhou em uma mesma empresa por 86 anos.[81]
- 3 de agosto – Um apagão provoca transtornos no Aeroporto do Galeão, no Rio de Janeiro. Ao menos 17 voos sofreram atraso.[82]
- 9 de agosto – Um avião da companhia Voepass, que saiu de Cascavel com destino a Guarulhos, caiu em um condomínio em Vinhedo, interior de São Paulo, matando as 62 pessoas que estavam a bordo.[83]
- 16 de agosto – Início da campanha eleitoral para as eleições municipais.[84]
- 17 de agosto – Morre aos 93 anos o apresentador e empresário Silvio Santos.
- 22 e 23 de agosto – Onda de incêndios causados pelo forte calor e baixa umidade do ar atinge ao menos 30 cidades do Interior de São Paulo.[85]
- 24 de agosto
  - Incêndio atinge 497 hectares do Parque Nacional da Chapada dos Veadeiros, em Alto Paraíso de Goiás.[86]
  - Vendaval com rajadas de vento de até 80 km/h causa estragos e forma nuvem de poeira no interior do estado de São Paulo. Três ficaram feridos em Piracicaba após a queda da estrutura metálica do Sthorm Festival. Devido ao excesso de fumaça causado pelos incêndios do dia anterior, houve registro de chuva preta com fuligem em algumas cidades.[87][88][89]
- 30 de agosto – STF determina a suspensão da rede social X (antigo Twitter) no Brasil após o descumprimento de medidas judiciais.[90]

### Setembro
- 2 de setembro – Estados brasileiros são afetados pela estiagem e onda de incêndios florestais.[91]
- 6 de setembro – Silvio Almeida é exonerado do cargo de ministro de Estado dos Direitos Humanos e da Cidadania após a divulgação de denúncias de assédio sexual.[92]
- 13 a 22 de setembro – É realizada a décima edição do Rock in Rio, comemorativa pelos 40 anos do festival.[93]
- 15 de setembro – Durante o debate com candidatos à prefeitura de São Paulo organizado pela TV Cultura, o candidato José Luiz Datena (PSDB) acertou o adversário Pablo Marçal (PRTB) com uma cadeira. Após o ocorrido, o debate foi interrompido por cerca de dez minutos, Datena foi expulso do encontro por infringir duas regras e Marçal teve que deixar o Teatro B32, onde o evento era realizado, de ambulância.[94]
- 21 de setembro – Um ônibus que levava jogadores da equipe de futebol americano Coritiba Crocodiles tombou na Serra das Araras, altura de Piraí, Rio de Janeiro. Três pessoas morreram e 12 ficaram feridas.[95]

### Outubro
- 4 de outubro a 5 de novembro – Shows de Bruno Mars no Brasil.[96]
- 6 de outubro – Ocorre o primeiro turno das eleições municipais.
- 8 de outubro – Após 39 dias de suspensão, a rede social X (antigo Twitter) volta a operar no Brasil.[97]
- 11 de outubro
  - Helicóptero do Corpo de Bombeiros cai e mata 6 tripulantes durante buscas por monomotor em Ouro Preto, Minas Gerais.[98]
  - Pedras de granizo de grande porte caem durante temporal em Presidente Prudente, no Centro-Oeste paulista, causando danos.[99] Fenômeno também foi registrado de forma isolada em Piracicaba durante a noite, mas com um diâmetro muito menor.[100]
  - Fortes temporais no estado de São Paulo deixam 8 mortos em diferentes cidades. Na capital paulista, os ventos chegaram a 107,6 km/h e mais de 1,6 milhão de clientes ficaram sem luz.[101][102]
  - É registrado o primeiro caso de transmissão do vírus HIV através de transplante de órgãos no Brasil, no município de Nova Iguaçu. Seis pessoas foram infectadas após as cirurgias e três pessoas foram presas acusadas de fraudar os laudos sanitários. O laboratório PCS Lab Saleme foi interditado pelo Ministério da Saúde.[103]
- 20 de outubro – Acidente entre van com equipe de remo de Pelotas e uma carreta deixa 9 mortos, incluindo 7 adolescentes que faziam parte da equipe no km 665 da BR 376 em Guaratuba, Paraná.[104]
- 21 de outubro – Reabertura do Aeroporto Internacional de Porto Alegre após 171 dias de fechamento devido as enchentes no Rio Grande do Sul.[105]
- 23 de outubro
  - Avião de pequeno porte cai durante tempestade em Santa Branca, São Paulo. Os 5 ocupantes da aeronave morreram.[106]
  - Quase 300 torcedores do Peñarol foram detidos após uma briga generalizada, com cenas de selvageria no Recreio dos Bandeirantes, na Zona Oeste do Rio de Janeiro.[107]
- 24 de outubro
  - Tiroteio fecha Avenida Brasil, no Rio de Janeiro, por mais de 2 horas. Três pessoas morreram e outras 7 ficaram feridas.[108]
  - Chuvas deixam 4 mortos e 2 desaparecidos em São Paulo.[109]
  - Ventos chegam a 126 km/h durante temporal em Ourinhos, no interior de São Paulo, causando diversos estragos.[110]
- 27 de outubro – Ocorre o segundo turno das eleições municipais em 51 cidades.[111]
- 30 de outubro
  - Início do julgamento do Assassinato de Marielle Franco.[112]
  - Incêndio atinge shopping no bairro do Brás, em São Paulo.[113]
- 31 de outubro – O 4º Tribunal do Júri do Rio de Janeiro condena Ronnie Lessa e Élcio Queiroz pelo Assassinato de Marielle Franco. Lessa foi condenado a 78 anos e 9 meses de prisão, enquanto Élcio foi condenado a 59 anos e 8 meses de prisão.[114]

### Novembro
- 8 de novembro – O empresário Antônio Vinicius Gritzbach é assassinado a tiros no Aeroporto de Guarulhos. A autoria do crime seria do PCC.[115]
- 13 de novembro – Atentado a Praça dos Três Poderes, em Brasília, com duas explosões em frente ao Palácio do Supremo Tribunal Federal e no estacionamento do Anexo IV da Câmara dos Deputados. Francisco Wanderley Luiz, ex-candidato a vereador em 2020 pelo Partido Liberal (PL) e autor do atentado, morreu no local.[116][117]
- 18 e 19 de novembro – 19.ª reunião de cúpula do G20 ocorre no Rio de Janeiro.[118]
- 19 de novembro – Operação da Polícia Federal prende quatro militares "kids pretos" do Exército Brasileiro e um policial pelo planejamento de um golpe de Estado após as eleições presidenciais de 2022, que incluía os assassinatos do presidente Luiz Inácio Lula da Silva, do vice-presidente Geraldo Alckmin e do ministro do STF Alexandre de Moraes.[119]
- 24 de novembro – Ônibus capota em ribanceira na Serra da Barriga, em Alagoas, deixando 18 mortos e quase 30 feridos.[120]
- 28 de novembro – Dólar ultrapassa R$6,00 pela 1ª vez na história em meio a incertezas da politica fiscal do governo.[121]

### Dezembro
- 7 de dezembro – Fortes temporais atingem cidades de Santa Catarina, afetando mais de 1.300 pessoas.[122]
- 9 de dezembro – O filme Ainda Estou Aqui e a atriz Fernanda Torres recebem indicações para o Globo de Ouro de 2025.[123]
- 14 de dezembro – O general Walter Braga Netto, ex-ministro da Defesa e ex-candidato à vice-presidente, é preso pela Polícia Federal sob a acusação de obstrução de justiça nas investigações relacionadas à tentativa de golpe de Estado após as eleições de 2022.[124]
- 15 de dezembro – Mauro Carlesse, ex-governador do Tocantins, é preso em uma operação conjunta do Gaeco e do Ministério Público Estadual, suspeito de planejar fuga para o exterior.[125]
- 17 de dezembro – Vinícius Júnior é eleito o melhor jogador do mundo no The Best FIFA Football Awards, sendo o primeiro jogador brasileiro a vencer o prêmio desde 2007.[126]
- 21 de dezembro – Um acidente envolvendo um ônibus da Emtram e uma carreta que transportava pedras de granito mata 41 pessoas na BR-116 em Teófilo Otoni, Minas Gerais.[127]
- 22 de dezembro
  - Queda de um avião de pequeno porte mata 10 pessoas em Gramado, Rio Grande do Sul.[128]
  - A Ponte Juscelino Kubitschek de Oliveira, que liga os municípios de Aguiarnópolis, no Tocantins, e Estreito, no Maranhão, desaba sobre o Rio Tocantins. 14 pessoas morreram.[129][130]

## Esportes
- 20 de janeiro – Nos Jogos Olímpicos de Inverno da Juventude em Gangwon, Coreia do Sul, Zion Bethonico conquista a primeira medalha do Brasil em uma olimpíada de inverno, considerando as edições juvenil e adulta. Na disputa do snowboard cross, o atleta ficou com a medalha de bronze.[131]
- 25 de janeiro – Corinthians conquista a Copa São Paulo de Futebol Júnior pela décima primeira vez ao vencer o Cruzeiro por 1-0 na Neo Química Arena.[132]
- 4 de fevereiro – São Paulo conquista o título da Supercopa Rei pela primeira vez ao vencer o Palmeiras nos pênaltis por 4-2, após empate sem gols no Estádio do Mineirão.[133]
- 11 de fevereiro – Na última rodada do quadrangular final do Torneio Pré-Olímpico em Caracas, Venezuela, a Seleção Brasileira é derrotada pela Argentina por 1-0 e perde a vaga no torneio masculino de futebol dos Jogos Olímpicos de Verão de 2024.[134]
- 18 de fevereiro – Corinthians conquista a Supercopa do Brasil de Futebol Feminino pela terceira vez consecutiva ao derrotar o Cruzeiro na final por 1-0 na Neo Química Arena.[135]
- 25 de fevereiro – Em Dubai, Emirados Árabes Unidos, a Seleção Brasileira conquista a Copa do Mundo FIFA de Futebol de Areia pela sexta vez ao derrotar a Itália na final por 6-4.[136]
- 29 de fevereiro – Fluminense conquista o título da Recopa Sul-Americana pela primeira vez ao vencer a LDU por 2-0 no Estádio do Maracanã, revertendo a derrota no jogo de ida por 1-0 no Estádio Casa Blanca, em Quito, Equador.[137]
- 16 de março – O piloto britânico Sam Bird vence o EPrix de São Paulo.[138]
- 26 de março – É comemorado o centenário do Club Athletico Paranaense.[139]
- 21 de abril – Gerdau Minas é campeão da Superliga Feminina de Vôlei pela sexta vez ao vencer o Dentil Praia Clube na final por 3 sets a 1 no Ginásio de Esportes Geraldo Magalhães, em Recife.[140]
- 28 de abril – Sesi-Bauru é campeão da Superliga Masculina de Vôlei pela segunda vez ao vencer o Vôlei Renata/Campinas na final por 3 sets a 0 no Ginásio de Esportes Geraldo Magalhães, em Recife.[141]
- 1 de junho – Real Madrid conquista a Liga dos Campeões da UEFA pela décima quinta vez. Vinícius Júnior marca o segundo gol da vitória sobre o Borussia Dortmund no Estádio de Wembley, em Londres, se tornando o primeiro jogador brasileiro a marcar em duas finais da competição europeia.[142][143]
- 13 de junho – Franca conquista o título do Novo Basquete Brasil pela terceira vez consecutiva ao vencer o Flamengo por 69-59 no Maracanãzinho e fechar em 3-1 a série decisiva.[144]
- 6 de julho – A Seleção Brasileira é eliminada da Copa América nas quartas de final ao ser derrotada pelo Uruguai nos pênaltis após empate sem gols no Allegiant Stadium, em Las Vegas, Estados Unidos.[145]
- 28 de julho – Brasil conquista suas primeiras medalhas nos Jogos Olímpicos de Paris. No Judô, Willian Lima termina com a medalha de prata na categoria até 66kg, enquanto Larissa Pimenta obtém o bronze na categoria até 52kg. Na disputa do Skate Street feminino, Rayssa Leal conquista a medalha de bronze.[146][147][148]
- 30 de julho – Nos Jogos Olímpicos de Paris, Rebeca Andrade, Jade Barbosa, Lorrane Oliveira, Flávia Saraiva e Júlia Soares conquistam a medalha de bronze na disputa por equipes da Ginástica Artística, sendo a primeira medalha olímpica da equipe brasileira na história da competição.[149]
- 1 de agosto
  - Nos Jogos Olímpicos de Paris, Caio Bonfim conquista a medalha de prata na disputa da Marcha Atlética, sendo a primeira medalha olímpica brasileira na história da competição.[150]
  - Nos Jogos Olímpicos de Paris, Rebeca Andrade conquista a medalha de prata na disputa individual geral da Ginástica Artística.[151]
- 2 de agosto – A judoca Beatriz Souza conquista a primeira medalha de ouro do Brasil nos Jogos Olímpicos de Paris, ao vencer a israelense Raz Hershko na disputa da categoria acima de 78kg.[152]
- 5 de agosto – A ginasta Rebeca Andrade conquista a segunda medalha de ouro do Brasil nos Jogos Olímpicos de Paris, na disputa do solo feminino. Com a conquista, Rebeca se torna a maior medalhista brasileira na história das Olimpíadas.[153]
- 9 de agosto – Duda Lisboa e Ana Patrícia Ramos conquistam a terceira medalha de ouro do Brasil nos Jogos Olímpicos de Paris, na disputa feminina do Vôlei de Praia. Na final, a dupla derrotou as canadenses Melissa Humana-Paredes e Brandie Wilkerson por 2 sets a 1.[154]
- 11 de agosto – Brasil encerra participação nos Jogos Olímpicos de Paris com 20 medalhas conquistadas e a vigésima colocação no quadro final. Ao todo foram 3 medalhas de ouro, 7 medalhas de prata e 10 medalhas de bronze. Pela primeira vez na história, todos os títulos olímpicos foram conquistados por mulheres.[155]
- 22 de agosto – Juan Izquierdo, zagueiro do Club Nacional de Football, desmaiou no campo do Estádio do Morumbi com um caso de arritmia cardíaca durante o segundo tempo da partida entre o clube uruguaio e o São Paulo, válida pelas oitavas de final da Copa Libertadores da América.[156]
- 24 de agosto – Flamengo conquista a Copa Intercontinental Sub-20 pela primeira vez ao vencer o Olympiacos FC por 2-1 no Estádio do Maracanã.[157]
- 27 de agosto – Morre Juan Izquierdo, zagueiro do Club Nacional de Football, após 5 dias internado depois de ter desmaiado em campo durante o segundo tempo da partida entre o clube uruguaio e o São Paulo, válida pelas oitavas de final da Copa Libertadores da América.[158]
- 8 de setembro – Brasil encerra participação nos Jogos Paralímpicos de Paris com 89 medalhas conquistadas e a quinta colocação no quadro final, sendo o melhor desempenho na história da competição. Ao todo foram 25 medalhas de ouro, 26 medalhas de prata e 38 medalhas de bronze. Pela primeira vez, o time brasileiro ficou entre os cinco primeiros colocados no quadro de medalhas.[159]
- 14 de setembro – Em Roma, Itália, Rayssa Leal conquista o título do Campeonato Mundial de Skate Street.[160]
- 22 de setembro
  - Corinthians conquista o título do Campeonato Brasileiro de Futebol Feminino pela sexta vez ao vencer o São Paulo nas finais por 3-1 no Estádio do Morumbi e 2-0 na Neo Química Arena.[161]
  - Em Roma, Itália, Raicca Ventura e Augusto Akio conquistam o título do Campeonato Mundial de Skate Park.[162][163]
  - Beatriz Haddad Maia conquista o título do WTA de Seul ao vencer a russa Daria Kasatkina por 2 sets a 1.[164]
- 6 de outubro – Em Tasquente, Usbequistão, a Seleção Brasileira conquista a Copa do Mundo de Futsal pela sexta vez ao derrotar a Argentina na final por 2-1.[165]
- 10 de novembro – Flamengo conquista o título da Copa do Brasil pela quinta vez ao vencer o Atlético Mineiro nas finais por 3-1 no Estádio do Maracanã e 1-0 na Arena MRV.[166]
- 16 de novembro – Santos conquista o título do Campeonato Brasileiro da Série B pela primeira vez, ao ser beneficiado com o empate entre Novorizontino e Paysandu por 1–1, na 37.ª rodada.[167]
- 23 de novembro – Racing Club conquista o título da Copa Sul-Americana pela primeira vez ao vencer o Cruzeiro por 3-1 no Estádio General Pablo Rojas, em Assunção, Paraguai.[168]
- 30 de novembro – Botafogo conquista o título da Copa Libertadores da América pela primeira vez ao vencer o Atlético Mineiro por 3-1 no Estádio Monumental de Núñez, em Buenos Aires, Argentina.[169]
- 8 de dezembro
  - Gabriel Bortoleto conquista o título da Fórmula 2 na etapa de Abu Dhabi, nos Emirados Árabes Unidos.[170]
  - Botafogo conquista o título do Campeonato Brasileiro pela terceira vez ao vencer o São Paulo por 2-1 no Estádio Nilton Santos na última rodada, encerrando seu jejum na competição que perdurava desde 1995.[171]
- 11 de dezembro – Botafogo é eliminado da Copa Intercontinental da FIFA nas quartas de final ao ser derrotado pelo Pachuca por 3-0 na disputa do Derby das Américas realizada no Estádio 974, em Doha,  Catar.[172]
- 15 de dezembro – No Ginásio do Ibirapuera, Rayssa Leal conquista a Street League Skateboarding pela terceira vez consecutiva.[173]
- 22 de dezembro – Em Jidá, Arábia Saudita, João Fonseca conquista o título da Next Generation ATP Finals ao vencer o americano Learnen Tien por 3 sets a 1.[174]

## Cinema
- 18 de janeiro: Lançamento de Turma da Mônica Jovem: Reflexos do Medo.
- 25 de janeiro: Lançamento de Nosso Lar 2: Os Mensageiros.
- 7 de março: Lançamento de Os Farofeiros 2.
- 25 de abril: Lançamento de Aumenta que É Rock 'n Roll.
- 30 de maio: Lançamento de Meu Sangue Ferve por Você.
- 13 de junho: Lançamento de Mallandro, o Errado Que Deu Certo.
- 12 de setembro: Lançamento de Silvio.
- 7 de novembro: Lançamento de Ainda Estou Aqui.
- 25 de dezembro: Lançamento de O Auto da Compadecida 2.

## Mortes

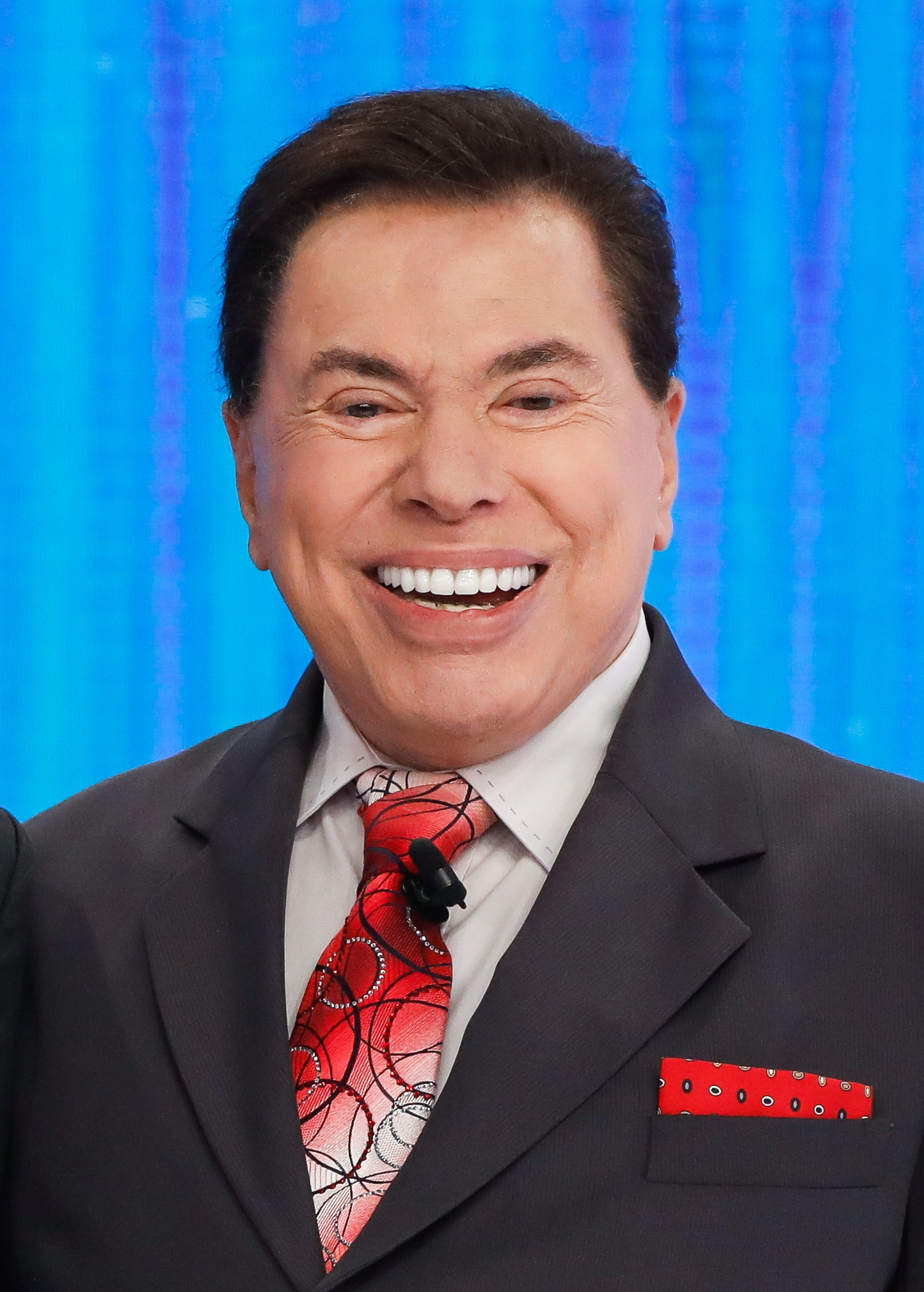
Silvio Santos, apresentador e empresário brasileiro.

### Janeiro
- 1 – Denir – Massagista do Clube de Regatas do Flamengo[175]
- 3
  - João Carreiro – Cantor[176]
  - Quinho do Salgueiro – Intérprete de samba-enredo e compositor[177]
- 5 – Zagallo – Treinador e futebolista[178]
- 6 – Campos Machado – Político e advogado[179]
- 13 – Cabelada – Ex-árbitro[180]
- 25 – José Nello Marques – Jornalista[181]
- 29 – Jandira Martini – Atriz[182]

### Fevereiro
- 18 – Abilio Diniz – Empresário[183]
- 23 – Wilson Fittipaldi Júnior – Automobilista[184]

### Março
- 18 – Joana Neves – Nadadora[185]
- 19 – Pedro Herz – Escritor e fundador da Livraria Cultura[186]
- 26 – Isaías Pessotti – Escritor, professor e psicólogo[187]

### Abril
- 3 – Alan Neto – Jornalista[188]
- 6 – Ziraldo – Cartunista[189]
- 9
  - Terto – Futebolista[190]
  - Pacífico Mascarenhas – Compositor e músico[191]
- 21 – Agassiz Almeida – Escritor e Político[192]
- 26
  - Anderson Leonardo – Cantor e compositor; vocalista do Molejo[193]
  - José Santa Cruz – Ator e dublador[194]

### Maio
- 3 – Terezinha Rêgo – Professora[195]
- 8 – Saudade Braga – Médica e política; ex-prefeita de Nova Friburgo[196]
- 12
  - Amália Barros – Jornalista e política[197]
  - Paulo César Pereio – Ator[198]
- 15 – Washington Rodrigues – Jornalista e radialista[199]
- 16
  - Antero Greco – Jornalista[200]
  - Silvio Luiz – Narrador esportivo[201]
- 18 – Toni Venturi – Cineasta[202]
- 27 – Otoni de Paula Pai – Pastor e político[203]
- 28 – Arthur Virgílio Bisneto – Político[204]

### Junho
- 7 – Pampa – Voleibolista[205]
- 8 – Maria da Conceição Tavares – Economista[206]
- 12 – Ilva Niño – Atriz[207]
- 13 – Nahim – Cantor[208]
- 17 – Jacqueline Laurence – Atriz e diretora[209]
- 18 – Wandeko Pipoca – Comediante e apresentador de televisão[210]
- 19 – Chrystian – Cantor[211]

### Julho
- 2 – Tetê Medina – Atriz[212]
- 13 – Tobias – Futebolista[213]
- 14
  - Sérgio Cabral – Escritor e jornalista[214]
  - Romildo Magalhães – Político; ex-governador do Acre[215]
  - Modesto Roma Júnior – Empresário e dirigente esportivo[216]
- 18 – Maria Josephina Mignone – Pianista[217]
- 20 – Thommy Schiavo – Ator[218]
- 25 – Rosa Magalhães – Carnavalesca[219]
- 26 – J. Borges – Artista, cordelista e poeta[220]

### Agosto
- 5
  - Caçulinha – Músico e compositor[221]
  - Adílio – Ex-jogador[222]
- 12 – Antônio Delfim Netto – Economista e político[223]
- 17 – Silvio Santos – Apresentador e empresário[224]
- 21 – Diana – Cantora[225]

### Setembro
- 6 – Sergio Mendes – Músico[226]
- 7 – Fabio Arruda – Consultor e apresentador de televisão[227]
- 17 – César – Futebolista[228]

### Outubro
- 3
  - Cid Moreira – Jornalista[229]
  - Saturnino Braga – Político; ex-prefeito do Rio de Janeiro e ex-senador[230]
- 12 – Ary Toledo – Comediante[231]
- 13 – Washington Olivetto – Publicitário[232]
- 17 – Chiquinho – Mestre-sala[233]
- 22 – Tonhão – Futebolista[234]
- 23 – Antonio Cicero – Compositor e poeta brasileiro[235]
- 24 – Maguila – Pugilista[236]
- 25 – Zé Carlos – Futebolista[237]
- 30 – Arthur Moreira Lima – Pianista[238]

### Novembro
- 2 – Luiz Onmura – Judoca[239]
- 4
  - Agnaldo Rayol – Cantor[240]
  - Antônio Augusto Amaral de Carvalho – Empresário e fundador da Jovem Pan[241]
  - Evandro Teixeira – Fotojornalista[242]
- 8 – José Botafogo Gonçalves – Advogado e diplomata[243]

### Dezembro
- 9 – Dalton Trevisan – Escritor[244]
- 12 – Amaury Pasos – Basquetebolista[245]
- 24 – Alceu Collares – Político; ex-governador do Rio Grande do Sul[246]
- 26 – Ney Latorraca – Ator e diretor[247]